# Pniów (województwo lubuskie)
Pniów (niem. Pinnow) – wieś w Polsce położona w województwie lubuskim, w powiecie sulęcińskim, w gminie Torzym.
W latach 1975–1998 miejscowość położona była w województwie zielonogórskim.

## Zabytki
Do wojewódzkiego rejestru zabytków wpisane są:
- kościół ewangelicki, obecnie rzymskokatolicki filialny pod wezwaniem NMP Różańcowej, szachulcowy, z XVII/XVIII wieku
- pałac - dwór, z XIX wieku.